# Clyde (Town, Iowa County)
Die Town of Clyde ist eine von 14 Towns im Iowa County im US-amerikanischen Bundesstaat Wisconsin. Im Jahr 2010 hatte die Town of Clyde 306 Einwohner.
Town hat in Wisconsin eine grundlegend andere Bedeutung, als im übrigen englischsprachigen Bereich. Vielmehr entspricht sie den in den anderen US-Bundesstaaten üblichen Townships, die nach dem County die nächstkleinere Verwaltungseinheit bilden.
Das Gebiet der Town of Clyde ist Bestandteil der Metropolregion Madison.

## Geografie
Die Town of Clyde liegt im Südwesten Wisconsins am Südufer des Wisconsin River, einem linken Nebenfluss des Mississippi. Der am Mississippi gelegene Schnittpunkt der drei Bundesstaaten Wisconsin, Iowa und Minnesota liegt rund 120 km nordwestlich; nach Illinois sind es rund 80 km in südlicher Richtung.
Die geografischen Koordinaten des Zentrums der Town of Clyde sind 43°07′53″ nördlicher Breite und 90°13′12″ westlicher Länge. Sie erstreckt sich über eine Fläche von 89,7 km², die sich auf 88,4 km² Land- und 1,3 km² Wasserfläche verteilen.
Die Town of Clyde liegt im Norden des Iowa County und grenzt an folgende Nachbartowns:
|                  | Town of Buena Vista (Richland County)       | Town of Spring Green (Sauk County) |
| Town of Pulaski  | Kompassrose, die auf Nachbargemeinden zeigt | Town of Wyoming                    |
| Town of Highland | Town of Dodgeville                          |                                    |

## Verkehr
Der entlang des Wisconsin River verlaufende Wisconsin State Highway 133 führt in West-Ost-Richtung durch die Town. Von diesem zweigt der Wisconsin State Highway 130 nach Süden ab. Daneben führen durch das Gebiet der Town of Clyde noch die County Highways C, I und N. Alle weiteren Straßen sind untergeordnete Landstraßen sowie teils unbefestigte Fahrwege.
Entlang des Wisconsin River verläuft für den Frachtverkehr eine Eisenbahnlinie der Wisconsin and Southern Railroad, die vom Mississippi nach Madison und von dort weiter nach Milwaukee führt.
Die nächsten Flughäfen sind der Dubuque Regional Airport in Iowa (rund 110 km südsüdwestlich), der Dane County Regional Airport in Wisconsins Hauptstadt Madison (rund 90 km östlich) und der Chicago Rockford International Airport (rund 170 km südöstlich).

## Bevölkerung
Nach der Volkszählung im Jahr 2010 lebten in der Town of Clyde 306 Menschen in 124 Haushalten. Die Bevölkerungsdichte betrug 3,5 Einwohner pro Quadratkilometer. In den 124 Haushalten lebten statistisch je 2,47 Personen.
Ethnisch betrachtet bestand die Bevölkerung mit sechs Ausnahmen nur aus Weißen. Unabhängig von der ethnischen Zugehörigkeit waren 2,9 Prozent der Bevölkerung spanischer oder lateinamerikanischer Abstammung.
23,9 Prozent der Bevölkerung waren unter 18 Jahre alt, 61,7 Prozent waren zwischen 18 und 64 und 14,4 Prozent waren 65 Jahre oder älter. 51,0 Prozent der Bevölkerung war weiblich.
Das mittlere jährliche Einkommen eines Haushalts lag bei 54.141 USD. Das Pro-Kopf-Einkommen betrug 26.937 USD. 22,4 Prozent der Einwohner lebten unterhalb der Armutsgrenze.

## Ortschaften in der Town of Clyde
Neben Streubesiedlung existiert in der Town of Clyde mit Clyde noch eine gemeindefreie Siedlung.